# Mirari vos
La Mirari vos és una encíclica de Gregori XVI publicada el 15 d'agost de 1832. Hi condemna tota forma de liberalisme religiós o polític.
A partir d'una reflexió sobre la naturalesa de l'anomenat indiferentisme, que considera com a base de múltiples errors, Gregori condemna sempre com a fruits d'aquest la llibertat de consciència i la llibertat de premsa i la separació Església-Estat tal com era promoguda pel liberalisme polític.

## Context
Després de la Restauració i la progressiva separació de l'Església i l'Estat en les monarquies i Estats del segle xix, alguns catòlics, especialment de França havien assimiliat les tesis del liberalisme que consideraven com la millor forma per mantenir la independència de l'Església. Així, pensadors catòlics com Hugues Lamennais, Enric Lacordaire i el comte de Montalembert van crear el diari L'Avenir que buscava promoure la separació entre l'Església i l'Estat i promoure un catolicisme liberal que accepta la renúncia dels privilegis de l'Església tot i lluitar contra el monopoli educatiu instaurat per l'Estat republicà, etc. També sostenien la legitimitat de la revolució en alguns supòsits. Això per mitjà de crítiques fins i tot a alguns bisbes que buscaven més bé mantenir el concordat per posar l'Església en la societat francesa. Com les dificultats anaven en augment, el 1832 els tres «pelegrins de la llibertat» com se'ls va anomenar van decidir dirigir-se a Roma per obtenir l'autorització de la seva postura.
Encara que van ser rebuts per Gregori XVI, aquest no va esmentar res de l'assumpte i va convidar a presenciar el debat a un cardenal obertament hostil a les idees del diari L'Avenir. Lacordaire llavors va decidir tornar a París. Montalembert i Lamennais es van quedar a Roma fins a juliol de 1832.
La pressió a la cúria, especialment a la Congregación per a assumptes eclesiàstics extraordinaris, per aconseguir una oberta condemna de L'Avenir i els seus redactors va desembocar en la redacció de l'encíclica Mirari vos on es demanava una condemna de les tesis sense esmentar ni el diari ni els seus propulsors. El cardenal Bartolomeo Pacca va escriure als redactors per a expressar que per delicadesa, Gregori XVI no havia volgut fer esment nominal d'ells però que algunes de les tesis defensades per L'Avenir eren les que el papa volia condemnar (llibertat de culte, llibertat de premsa, separació Església-Estat, etc.).

## Contingut
Gregori XVI, com serà després costum dels seus successors fins a Joan XXIII, descriu una situació difícil per a l'Església emprant expressions pessimistes. Després de la condemna del gal·licanisme i del racionalisme, Gregori ataca contundentment el liberalisme en totes les seves manifestacions encara que sempre a conseqüència de l'indiferentisme religiós. Gregori explica que cal convèncer els rebels, practicar indulgència i paciència, però si no volen escoltar, només li va quedar al papa el «virga compescere», reprimir per colp amb bastó, «per més que li dolgué» com únic remei.
L'encíclica també pren partit en el debatut problema de l'origen del poder polític, esgrimint les tesis del Ius Divinum o l'origen diví del poder monàrquic, i condemna les teories basades en la sobirania popular.

### La condemna de la maçoneria
Posteriorment, aquesta és una en una sèrie de denúncies papals de la francmaçoneria, que han començat amb In eminenti per Climent XII i que ha continuat almenys fins al 1983 amb un document de la Congregació per la Doctrina de la Fe per Joseph Ratzinger sota el pontificat de Joan Pau II. Tot aquest documents prossegueixen oficialment en vigor.